# Marryat-Signalcode

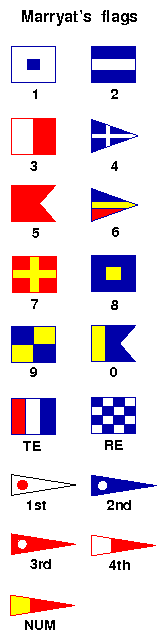
Darstellung des Marryat-Flaggensystems

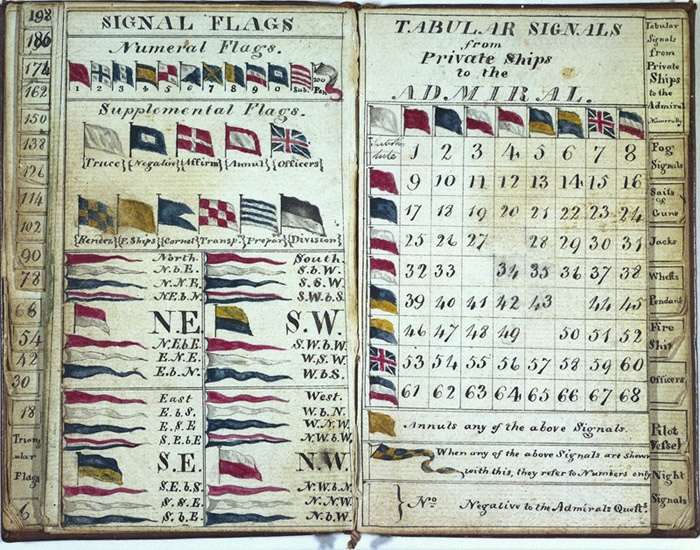
Abbildung aus dem Codebuch

Der Marryat’s Code of Signals war ein System von Flaggensignalen, das 1817 von dem englischen Marineoffizier Frederick Marryat eingeführt wurde. Es diente zunächst zur Signalisierung und Erkennung von Handelsschiffen über größere Entfernungen auf See.
Im Marryat-Code gab es für die Ziffern 0 bis 9 jeweils eine nach Form und Farbe bestimmte Flagge sowie einzelne Gruppenwimpel, die die Bedeutung der Nummernflaggen variierten.
Jedem Schiff wurde darin eine vierstellige Nummer zwischen 1 und 9876 sowie eine der beiden (ersten) Gruppen zugeteilt, wobei in der individuellen Schiffsnummer keine Ziffer zweimal enthalten war.
Im Signalfalle hisste das einzelne Schiff übereinander seine Gruppenflagge und darunter der Reihe nach die Ziffernflaggen für die zugeteilte Nummer.
Reeder, die an dem Signalsystem teilnehmen wollten, mussten der Marryat-Organisation beitreten und erhielten dann auch die umfangreichen Code-Bücher.
Um mengenmäßig genügend Spielraum zu haben, gab es zunächst zwei Gruppen, mit denen somit insgesamt 19.752  Schiffe erfassbar waren. Später wurden parallel zu den zwei Nummerngruppen für Handelsschiffe weitere Gruppen für britische und für außerbritische Kriegsschiffe, eine Nummerngruppe für Leuchttürme, Häfen und weitere geografische Orte sowie eine Nummerngruppe für standardisierte Mitteilungssätze eingeführt.
Mit dem zuoberst gesetzten Gruppenwimpel für geografische Orte und deren Nummernflaggen konnte beispielsweise ein Schiff seine Herkunft signalisieren, während eine Zielhafen-Angabe durch die Position des gleichen Gruppenwimpels an unterster Stelle signalisiert wurde.
Das System wurde 1854 umbezeichnet in The Universal Code of Signals for the Mercantile Marine of All Nations und war bis etwa 1890 in Gebrauch, zumeist bei britischen, amerikanischen und auch deutschen Schiffen. Die letzte Aktualisierung der zugehörigen Codebücher erfolgte 1879. Es wurde danach von dem internationalen Flaggenalphabet abgelöst.